# Tinus nigrinus
Espèce
Tinus nigrinus est une espèce d'araignées aranéomorphes de la famille des Pisauridae.

## Distribution
Cette espèce se rencontre du Mexique au Costa Rica.

## Description
Le mâle holotype mesure 11 mm et la femelle paratype 15 mm.
La carapace des mâles mesure de 6,0 à 7,9 mm et la carapace des femelles mesure de 4,5 à 6,7 mm.

## Publication originale
- F. O. Pickard-Cambridge, 1901 : Arachnida - Araneida and Opiliones. Biologia Centrali-Americana, Zoology. London, vol. 2, p. 193-312 (texte intégral).